# WR 124
WR 124 é uma estrela Wolf-Rayet na constelação de Sagitta, cercada por uma nebulosa em forma de anel composta por material expelido, conhecida como M1-67. É uma das estrelas fugitivas mais rápidas da Via Láctea, com uma velocidade radial em torno de 200 km/s. Foi descoberta por Paul W. Merrill em 1938, sendo identificada como uma estrela Wolf-Rayet de alta velocidade. Está listada no Catálogo Geral de Estrelas Variáveis como QR Sagittae, com uma variação de cerca de 0,08 magnitudes.

## Distância
Um estudo de 2010 mediu diretamente a taxa de expansão da nebulosa M1-67 usando imagens do Telescópio Espacial Hubble feitas com 11 anos de intervalo, comparando-a com a velocidade de expansão deduzida por efeito Doppler das linhas de emissão. O resultado foi uma distância de 3.35 kpc, menor do que em estudos anteriores. Isso implicou em uma luminosidade de 150.000 vezes a do Sol, valor muito inferior ao anteriormente estimado. Essa luminosidade também está abaixo do previsto por modelos para estrelas dessa classe espectral. Estudos anteriores apontavam distâncias entre 5 kpc e 8.4 kpc, com luminosidades entre 338,000–1,000,000 L☉, como esperado para uma WN8h típica, uma estrela muito jovem se afastando da sequência principal. A paralaxe publicada no Gaia Data Release 2 indica uma distância de 6,203+1,621
−1,123 pc, e o Gaia Early Data Release 3 fornece valor semelhante, sugerindo uma distância de cerca de 6,400+500
−500 pc.

## Características físicas

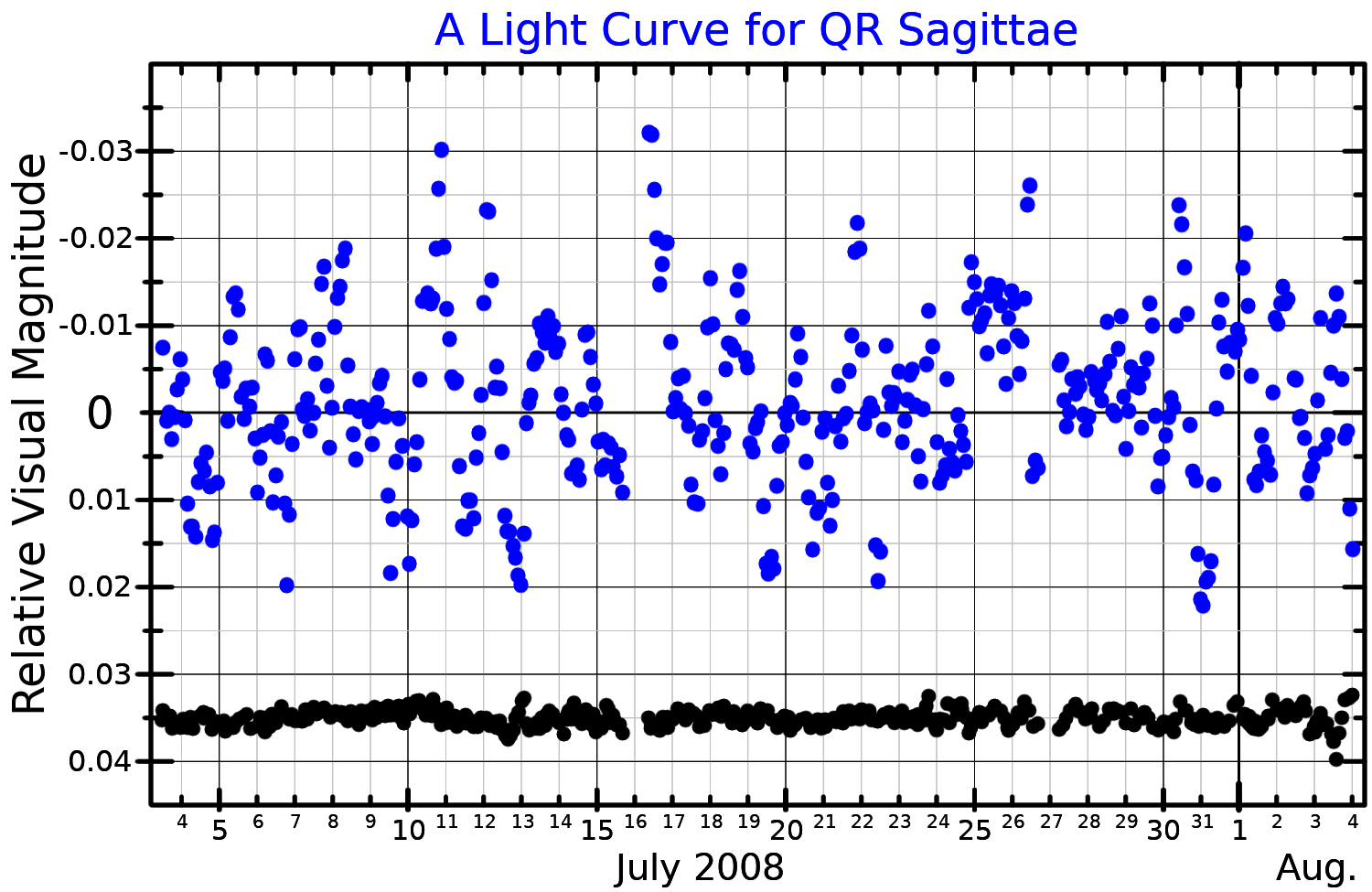
Curva de luz na banda visual para QR Sagittae, adaptada de Weiss et al. (2014). Os pontos azuis indicam a magnitude da QR Sagittae e os pontos pretos a de uma estrela de comparação no mesmo campo.

Com uma magnitude absoluta visual assumida de −7,22 e uma extinção de 3,1 magnitudes, WR 124 estaria a cerca de 8.5 kpc. A temperatura, em torno de 40,000 K, indica que a maior parte de sua energia é emitida no ultravioleta. A luminosidade bolométrica é de cerca de 1,000,000 L☉, e o raio de aproximadamente 26 R☉. A massa, estimada a partir de modelos evolutivos, é de cerca de 33 M☉.
WR 124 ainda possui cerca de 15% de hidrogênio, com o restante da massa principalmente composta de hélio. Uma estrela jovem, massiva e luminosa do tipo WN8h estaria ainda fundindo hidrogênio em seu núcleo, enquanto uma estrela mais velha e menos luminosa já estaria fundindo hélio. A modelagem baseada apenas nas características observadas resulta em uma luminosidade de 1,000,000 L☉ e massa de 33 M☉, o que indica uma estrela jovem, ainda na fase de fusão de hidrogênio, a cerca de 8 kpc. Em ambos os cenários, a estrela deve explodir como uma supernova do tipo Ib ou Ic em algumas centenas de milhares de anos.
A taxa de perda de massa estelar está entre 10−5 M☉ – 10−4 M☉ por ano, dependendo da distância e das propriedades adotadas.

## Nebulosa

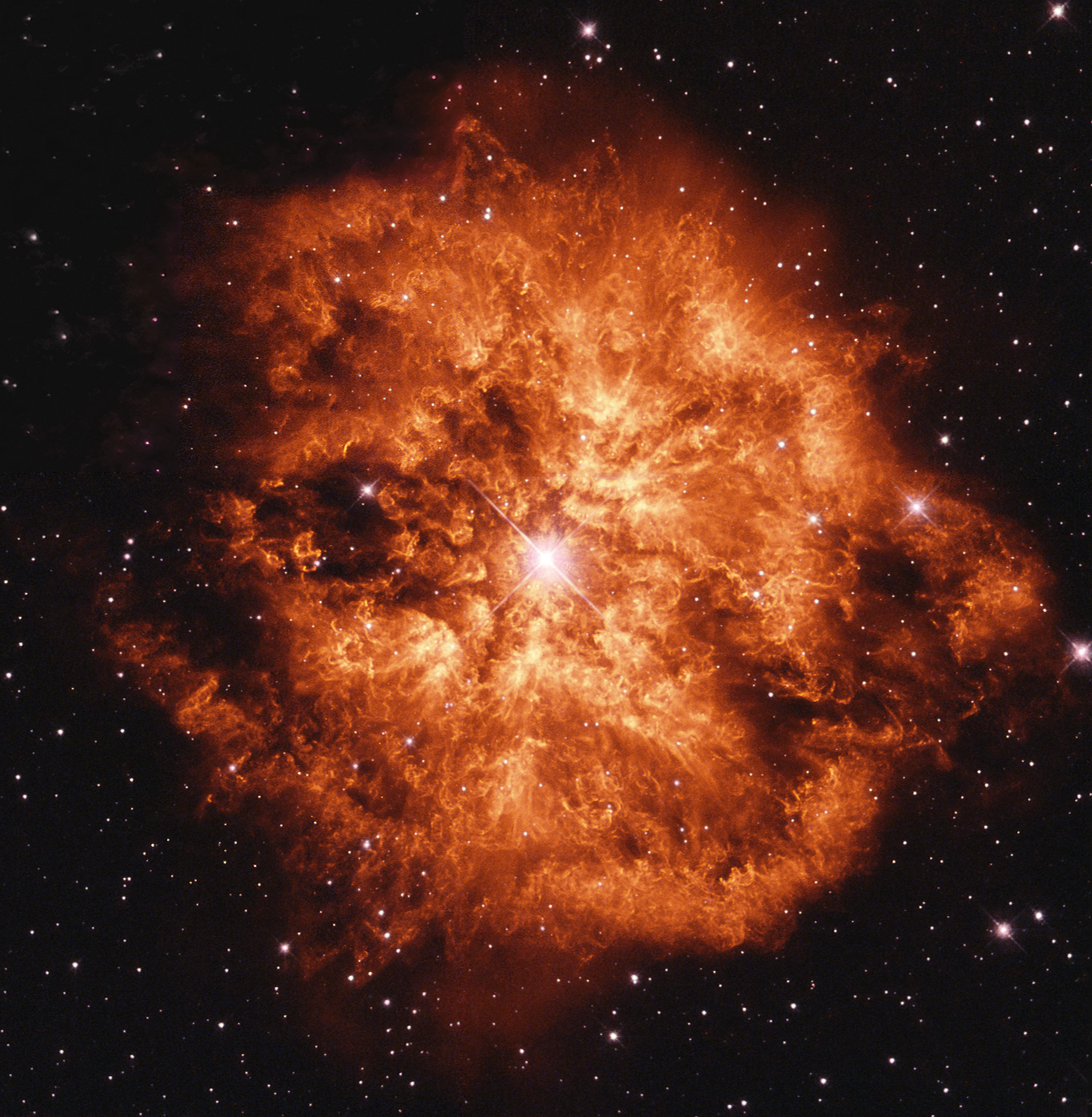
Imagem do Telescópio Espacial Hubble da nebulosa M1-67, com WR 124 no centro.

WR 124 está cercada por uma nebulosa extremamente quente, formada a partir dos intensos ventos estelares da estrela. A nebulosa M1-67 está se expandindo a uma taxa de mais de 150 000 km/h (93 000 mph) e possui quase 6 anos-luz de diâmetro, o que sugere uma idade dinâmica de aproximadamente 20.000 anos. M1-67 tem pouca estrutura interna, mas contém grandes aglomerados de material — alguns com até 30 vezes a massa da Terra e se estendendo por até 150 bilhões de km. Se um desses aglomerados estivesse no Sistema Solar, cobriria a distância do Sol até Saturno.